# Steindachnerina atratoensis
Steindachnerina atratoensis es una especie de peces de la familia Curimatidae en el orden de los Characiformes.

## Morfología
Los machos pueden llegar alcanzar los 8,3 cm de longitud total.
- Número de vértebras: 32-34.[2]

## Hábitat
Vive en zonas de clima tropical.

## Distribución geográfica
Se encuentran en Sudamérica:  cuenca del río Atrato en Colombia.